# Ана Сюъл
Ана Сюъл (издавана на български и като Ана Сюел, на английски: Anna Sewell, 30 март 1820 – 25 април 1878) е британска писателка, авторка на класическия роман „Черният красавец“.

## Биография
Ана Сюъл е родена в Грейт Ярмът, Норфолк, Англия в семейство на квакери. Баща ѝ е Айзък Сюъл (1793-1879), а майка ѝ, Мери Райт Сюъл (1798 – 1884), е успешна писателка на книги за деца. Сюъл има по-малък брат Филип (1822–1906).
В детството си Ана Сюъл живее предимно в Лондон. Обучавана е у дома, като е силно повлияна от религиозните и образователните възгледи на майка си. Семейството се мести в Строук Нюингтън, когато Ана е на 12 години. Тук тя за първи път посещава училище и получава обучение в нови за нея области като математика и чужди езици. Две години по-късно, тя се подхлъзва на връщане от училище и сериозно наранява и двата си глезена. През 1836 г. баща ѝ приема работа в Брайтън, в известна степен и заради възможността климатът там да помогне на Ана да се излекува. Въпреки това обаче най-вероятно заради неправилно лечение, Сюъл остава куца за цял живот, като може да стои изправена единствено с помощта на патерици. За по-голяма мобилност тя често използва карети, теглени от коне, което допринася за развитието на любовта ѝ към конете и нейната загриженост за хуманно отношение към животните.
Ана и майка ѝ напускат Обществото на приятелите и се присъединяват към Англиканската църква. Мери Райт Сюъл пише книги за деца с религиозна тематика, като Ана ѝ помага при редактирането.
Единствената публикация на Ана Сюъл е романът „Черният красавец“ (Black Beauty), написан между 1871 и 1877, след като Ана се премества да живее в Оулд Катън, село близо до Норич, Норфолк. По това време здравето ѝ се влошава дотолкова, че писането представлява сериозна трудност, затова Сюъл диктува текста на майка си.
Ана Сюъл продава романа на местните издатели Jarrolds за £40 на 24 ноември 1877, когато е на 57 години. Въпреки че днес книгата е считана за класически роман за деца, авторката пише „Черният красавец“ за хора, които работят с коне. Целта ѝ е да предизвика по-добро разбиране, повече състрадание и добро отношение към животните. Книгата печели огромна популярност.
Ана Сюъл умира от хепатит или туберкулоза на 25 април 1878 г., само пет месеца след издаването на „Черния красавец“, като успява да види първоначалния успех на романа си. Тя е погребана на 30 април 1878 г. в квакерското гробище в Ламас, близо до Бъкстън, Норфолк, където днес има паметна плоча на лобното ѝ място.
Родното място на Сюъл в Чърч Плейн, Грейт Ярмът, днес е музей. На 11 октомври 2007 г. къщата в Оулд Катън, където е написана книгата „Черният красавец“, е обявена за продан, на цена £625 000 .
В Норич има забележителности, които носят името на Сюъл – популярен местен театър (Sewell Barn Theatre) и парк (Sewell Park), открит на 19 юли 1909 г. През септември 2008 г. училището Блайт-Джекс (Blyth-Jex school), което се намира в съседство с парка „Сюъл“, е преименувано на „Сюъл Парк Колидж“ (Sewell Park College). 